# Alexandra Meissnitzer
Alexandra Meissnitzer, née le 18 juin 1973 à Abtenau dans le Land de Salzbourg, est une skieuse alpine autrichienne. À 32 ans, elle devient la skieuse la plus âgée à remporter une épreuve de Coupe du monde.

## Palmarès

### Jeux olympiques
- Nagano 1998 :
  -  Médaille d'argent en géant
  -  Médaille de bronze en super-G
- Turin 2006 :
  -  Médaille de bronze en super-G

### Championnats du monde
- Championnats du monde de 1999 à Vail (États-Unis) :
  -  Médaille d'or en super-G
  -  Médaille d'or en géant
- Championnats du monde de 2003 à Saint-Moritz (Suisse) :
  -  Médaille d'argent en descente

### Coupe du monde
- vainqueur du classement général 1999
- vainqueur du classement de géant en 1999
- vainqueur du classement de super-G en 1999
- 14 succès en course (2 en descente, 5 en géant, 7 en super-G)
- 44 Podiums

(État au 4 décembre 2005)

### Arlberg-Kandahar
- Meilleur résultat : 25e place dans la descente 1993-94 à Sankt Anton

## Accident
Lors de la descente d'Aspen le 8 décembre 2007, comptant pour la Coupe du monde de ski alpin, Alexandra Meissnitzer, triple médaillée olympique et double championne du monde, a été victime d'une spectaculaire chute, entrainant des ecchymoses au plateau tibial gauche et une légère commotion cérébrale.